# Pasar Baru (Muara Bulian)
Pasar Baru is een bestuurslaag in het regentschap Batang Hari van de provincie Jambi, Indonesië. Pasar Baru telt 2626 inwoners (volkstelling 2010).